# Colletes hiekejuniori
Colletes hiekejuniori är en biart som beskrevs av Kuhlmann 2003. Colletes hiekejuniori ingår i släktet sidenbin, och familjen korttungebin. Inga underarter finns listade i Catalogue of Life.